# یومورجا (صندوق‌لی)
یومورجا (به ترکی استانبولی: Yumurca) یک منطقهٔ مسکونی در ترکیه است که در صندوق‌لی واقع شده‌است.